# Christian Moser (Mathematiker)
Christian Moser (geboren am 28. September 1861 in Arni BE; gestorben am 8. Juli 1935 in Bern) war ein Schweizer Versicherungsmathematiker.

## Leben
Nach abgeschlossenem Studium und Promotion habilitierte sich  Christian Moser 1887 und war in der Folge als Privatdozent für Mathematik tätig. 1891 wurde er von der Bundesverwaltung als erster eidgenössischer Versicherungsmathematiker angestellt – eine Position, die auf Anregung des Bundesstatistikers Johann Jakob Kummer (1828–1913) geschaffen wurde. Moser lehrte nebenberuflich als Privatdozent an der Universität Bern, ab 1901 als ausserordentlicher Professor und 1902 als Mitbegründer des Seminars für Versicherungsmathematik. 
Zugleich avancierte er in der Bundesverwaltung zum Experten für die Vorbereitung des Kranken- und Unfallversicherungsgesetzes, das 1900 in einer Volksabstimmung abgelehnt und 1912 in revidierter Form angenommen wurde. 
Er vertrat die sozialstaatlichen Positionen und Pläne der Eidgenossenschaft an internationalen Kongressen und war 1905 Gründungsmitglied der Vereinigung schweizerischer Versicherungsmathematiker. Die Vereinigung umfasste sowohl sozialversicherungsnahe Kreise als auch Vertreter der privaten Versicherungsindustrie und wurde damit zu einer wichtigen Plattform für den Austausch zwischen industrie- und staatsnahen Versicherungsmathematikern. 1904 übernahm er von seinem Mentor Johann Jakob Kummer den Posten des Direktors des Eidgenössischen Versicherungsamtes.
1915 wurde er von der Universität Bern auf eine volle Professur für mathematische und technische Versicherungswissenschaft berufen und schied aus dem Staatsdienst aus. Bis zu seiner Emeritierung 1931 wirkte er auf dieser Professur und leitete das Seminar für Versicherungsmathematik. Moser begründete die damals zumindest aus sozialstaatlicher Perspektive einflussreichste versicherungsmathematische Schule der Schweiz.